# Плохоцкий, Михаил Антонович
Михаи́л Анто́нович Плохо́цкий (9 сентября 1905, Москва — 21 сентября 1984, там же) — инженер-механик, специалист в области механизации строительно-путевых работ, кандидат технических наук, заслуженный изобретатель РСФСР.

## Биография
Окончил Московский электромеханический институт инженеров железнодорожного транспорта имени Ф. Э. Дзержинского (МЭМИИТ).
Участник войны.

## Научная деятельность
Один из создателей путеизмерителя ЦНИИ-3, выправочно-подбивочно-отделочной машины ВПО-3000 и других путевых машин.
- 1946 год — создан хоппер-дозатор для перевозки и выгрузки балластных материалов типа ЦНИИ (авторы: М. А. Плохоцкий и др.).[2]
- 1950 год — изготовлен опытный образец скоростного магистрального путеизмерителя системы ЦНИИ-2 конструкции М. А. Плохоцкого и А. М. Найдича.[3]
- 1952 год — конструкторская группа М. А. Плохоцкого создала электрошпалоподбойку ЭШП-3.[4]
- 1956 год — Машина ДМ-1 для бурения горизонтальных скважин. Кандидат технических наук М. А. Плохоцкий, инженер В. А. Яковлев.
- 1963 год — создана впервые в мире (по авторскому свидетельству П. Л. Клауза и Л. П. Федорова от 1939 г.) уплотнительная выправочно-подбивочно-отделочная путевая машина ВПО-3000 непрерывного действия высокой производительности (авторы: М. А. Плохоцкий, А. Н. Горбачев, Е. Р. Иванов, Г. В. Солонов).[2]

Труды по конструированию и расчету строительно-путевых машин; автор учебника для вузов.
- Плохоцкий М. А., Соломонов С. А., Толмазов А. Ф., Хабаров В. П. Машины и механизмы для путевого хозяйства: Учебник для техникумов железнодорожного транспорта. Москва: Транспорт, 1970. 358 с.
- Дулгарян А. А., Плохоцкий М. А.. Шпалозарубочный станок ЦНИИ. Информационное письмо/ Всесоюзный научно-исследовательский институт железнодорожного транспорта. № 383. Москва, 1956. 13 с.
- Дулгарян А. А., Плохоцкий М. А.. Щеточный снегоочиститель на дрезине АГМ. Информационное письмо/ Всесоюзный научно-исследовательский институт железнодорожного транспорта. № 382. Москва, 1956. 17 с.

## Семья
- Супруга — Плохоцкая (Естифеева) Нина Николаевна
  - Дети — Плохоцкий Игорь Михайлович, Плохоцкая Марина Михайловна